# Kladnik
Kladnik is een plaats in de gemeente Kumrovec in de Kroatische provincie Krapina-Zagorje. De plaats telt 186 inwoners (2001).